# Bergtest bei Wehlen

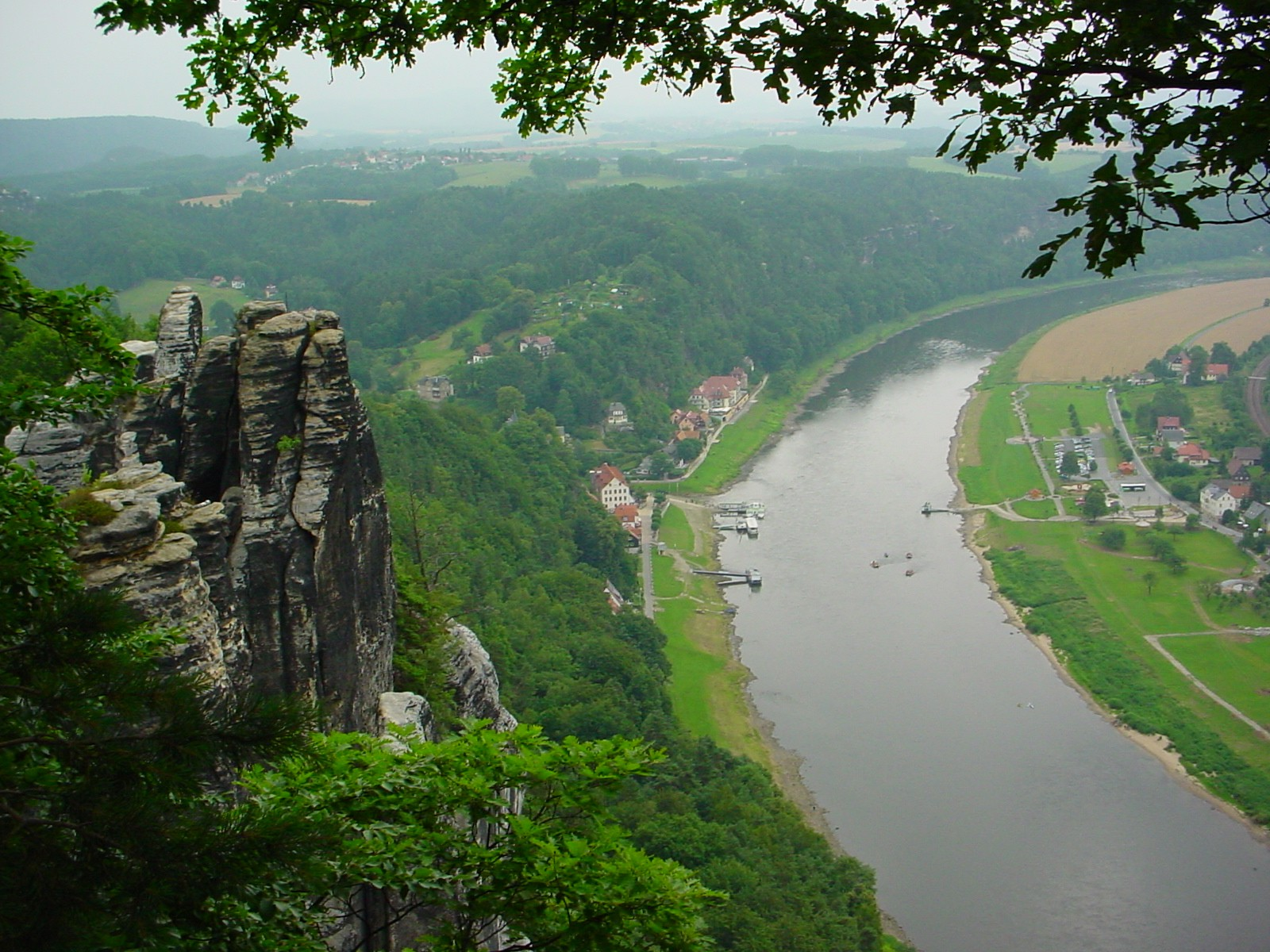
Blick von der Bastei auf die Elbe und Kurort Rathen

Der Bergtest bei Wehlen ist eine traditionelle Sportveranstaltung, die seit 1980 jährlich in der Regel am letzten Sonnabend im Monat März in der Sächsischen Schweiz stattfindet.
Es handelt sich um eine anspruchsvolle Sportwanderung, bei der maximal 1400 Höhenmeter zu bewältigen sind. Zur Auswahl stehen Wegstrecken zwischen 10 und 37 Kilometern, die an zahlreichen Sehenswürdigkeiten des Elbsandsteingebirges vorbeiführen.
Veranstalter sind der Dresdner Wanderer- und Bergsteigerverein e. V. (kurz DWBV e. V.), WKF Bergfried 91 und die Wandergruppe Weiß-Grün. Bis 1990 war der VEB Kombinat Robotron Veranstalter.
Die 40. Austragung im Jahr 2020 musste aufgrund der COVID-19-Pandemie auf das darauffolgende Jahr verschoben werden.

## Streckenverlauf
- Start am Bahnhof Stadt Wehlen
- Damengrund, Naundorf
- Schwarzes Loch, Thürmsdorf

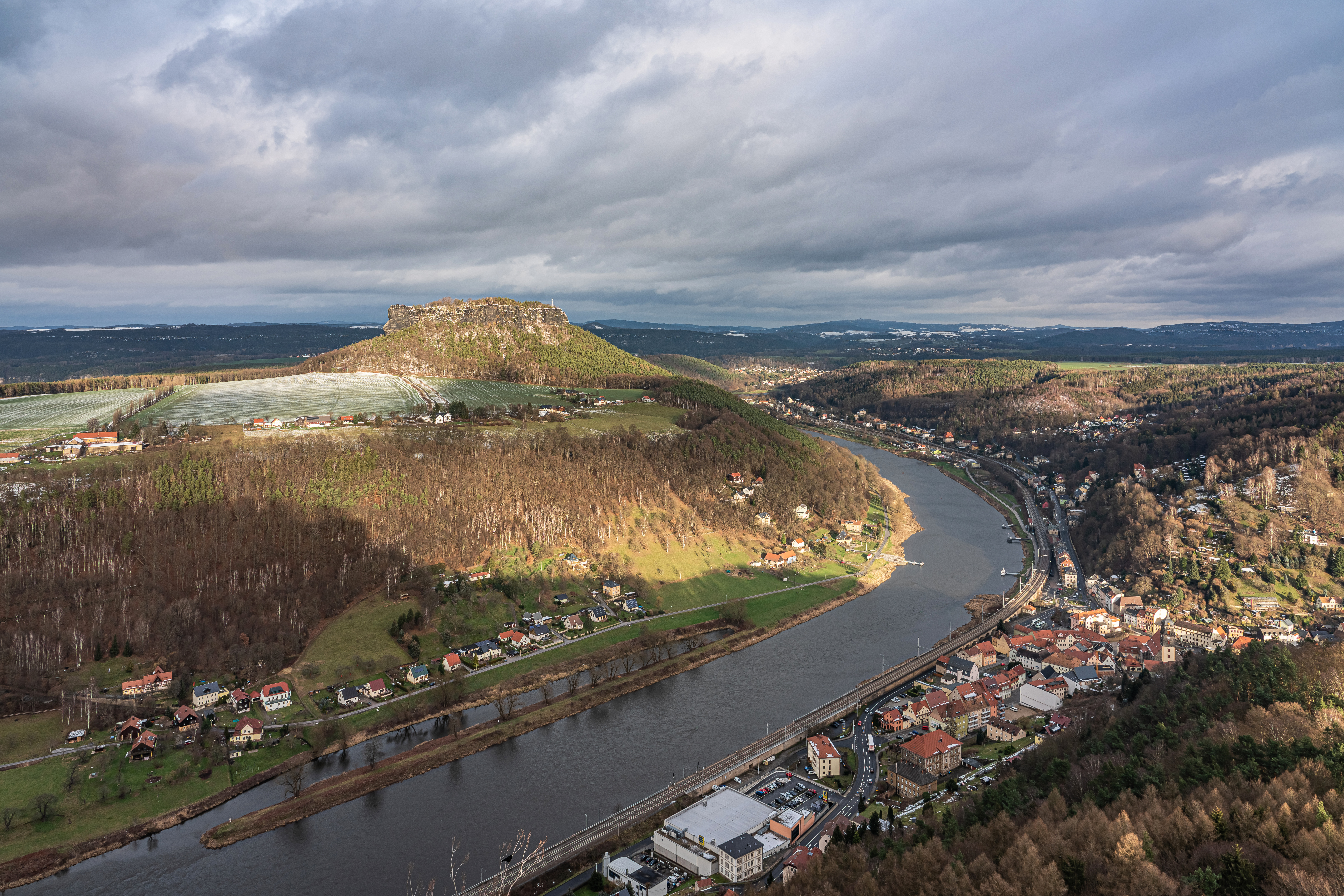
Blick vom Königstein zum Lilienstein

- Festung Königstein, Palmschänke, Latzhütte
- Bielabrücke, Aufstieg zum Kirchleitenweg, Quirl
- Pfaffenstein, Nadelöhr (Abstieg), Pfaffendorf
- Schöne Aussicht
- Königstein (Sächsische Schweiz), Fähre
- Lilienstein (Umgehung mit Seniorenvariante möglich)
- Lottersteig
- Kurort Rathen
- Koppelgrund und Füllhölzelweg zum Ziegenrücken
- Polenztal
- Wolfsschlucht, Hockstein
- Amselgrund
- Schwedenlöcher
- Steinerner Tisch, Schwarzberggrund und zurück nach Stadt Wehlen
- Ziel: Pension „Am Nationalpark“ am Rand von Stadt Wehlen